# Se & Hör
Se & Hör var en veckotidning som gavs ut i Sverige. Tidningen bildades 1994 genom en sammanslagning av Hänt i Veckan och Röster i radio-TV. Den senare hade tidigare ägts av Sveriges Radio-koncernen. År 2014 lades tidningen ner samtidigt som Hänt i veckan återuppstod.
Tidningens namn motsvarade namnet på den danska Se og Hør, utgiven sedan 1940-talet. Även i Norge har en veckotidning givits ut med detta namn, och den var en tid Nordens största veckotidning. Chefredaktör var Tua Lundström .